# Echione (figlio di Ermes)
Echione (in greco antico: Ἐχίων?, Echìōn) è un personaggio della mitologia greca, figlio di Ermes e Antianira.

## Etimologia del nome
Il nome Echione (greco antico: Ἐχίων, gen.: Ἐχίονος), deriva da ἔχις èchis "vipera".

## Mitologia
Fu tra i partecipanti alla caccia del cinghiale di Calidone e fece parte degli Argonauti che conquistarono il vello d'oro come araldo del gruppo.